# Diègue d'Autriche
Titres
Prince des Asturies
18 octobre 1578 – 21 novembre 1582
(4 ans, 1 mois et 3 jours)
Prince héritier de Portugal
25 mars 1581 – 21 novembre 1582
(1 an, 7 mois et 27 jours)
Diego Félix, né à Madrid le 15 août 1575 et décédé dans la même ville le 21 novembre 1582, est le troisième fils du roi Philippe II d'Espagne et de sa quatrième femme Anne d'Autriche. 
Il est archiduc d'Autriche et prince des Asturies et meurt en bas âge.